# Vorabpauschale
Die Vorabpauschale ist im deutschen Steuerrecht ein fiktiver, steuerpflichtiger Kapitalertrag aus einem Investmentfonds (Publikumsfonds). Sie wurde mit dem Investmentsteuergesetz 2018 eingeführt. Rechtsgrundlage ist § 18 InvStG. Dabei werden auf eine zukünftige Auszahlung von Investmenterträgen bereits jährlich im Voraus – vorab – pauschale Steuern erhoben, insbesondere Kapitalertragsteuer. Diese Vorabpauschalen werden bei einer späteren Veräußerung des Fonds angerechnet, so dass im Jahr der Veräußerung nur noch der Teil des Gewinns, der nicht durch Vorabpauschalen abgedeckt ist, versteuert werden muss. Aufgrund der Gesetzesvorgaben sind hauptsächlich thesaurierende Fonds (auch ETF) betroffen.

## Zweck der Regelung
Zweck der Regelung ist es unter anderem, den Steuerstundungseffekt zu vermindern, der bei thesaurierenden Fonds mit langen Haltedauern auftreten kann. Als Basiszins für die Höhe der Vorabpauschale wird der Zins der 15-jährigen Bundeswertpapiere am ersten Handelstag des Jahres verwendet. Bei geringen Basiszinssätzen (z. B. 0,07 % für 2020, siehe Tabelle weiter unten) und zugleich hohen Ertragsraten des Investmentfonds wird auf diese Weise jedoch nur ein kleiner Teil des Gewinns vorab versteuert, so dass der Steuerstundungseffekt fortbesteht.
Für 2021 lag der Basiszins bei −0,45 % – er war also negativ. Das Bundesfinanzministerium hat klargestellt, dass daher keine Vorabpauschale erhoben wird. Entsprechendes gilt für das Steuerjahr 2022 (Basiszins −0,05 %, siehe Tabelle unten). Folglich haben die Banken Anfang 2022 und Anfang 2023 keine Vorabpauschale für die jeweiligen Vorjahre belastet.

## Beispiel (thesaurierender Aktienfonds)
```
Wert der Anteile zum 1. Januar 2023: 20.000 €
Wert der Anteile zum 1. Januar 2024: 21.000 €
Wertsteigerung: 1.000 €
Basisertrag = 20.000 € x 2,55 % x 0,7 = 357,00 €

```

Der Basisertrag wird also berechnet, indem der Wert am 1.1. des Jahres multipliziert wird mit dem Basiszins und mit dem Faktor 0,7. Dieser Faktor ist konstant und ergibt sich aus § 18 Absatz 1 InvStG.
Weil der Basisertrag (357,00 €) kleiner ist als der Wertzuwachs der Anteile (1.000 €), wird der Basisertrag als zu versteuernde Vorabpauschale (357,00 €) verwendet. Wäre der Basisertrag höher als die Wertsteigerung, würde die Wertsteigerung als Vorabpauschale herangezogen. Dadurch wird bewirkt, dass nur auf reale Wertänderungen des Fonds Abgaben fällig werden.
Von dieser Vorabpauschale werden die Kapitalertragsteuer, der darauf entfallende Solidaritätszuschlag und ggf. Kirchensteuer berechnet (ohne Kirchensteuer zusammen 26,375 %). Bei einer Teilfreistellung von 30 % für Aktienfonds (§ 20 Abs. 1 InvStG) müssen nur 70 % versteuert werden. Es ergibt sich:
```
0,26375 x (0,7 x 357,00 €) = 0,26375 x 249,90 € = 65,91 € Steuer.

```

Um die Kirchensteuer von 9 % in obige Rechnung mit einzuschließen, ist der Faktor 0,26375 zu ersetzen durch 0,279951 bzw. in den Bundesländern Bayern und Baden-Württemberg mit 8 % durch 0,278186.
Falls im zugehörigen Verlustverrechnungstopf ein entsprechender Betrag vorhanden ist, oder ein Freistellungsauftrag erteilt wurde (ausreichender Restbetrag), werden diese vorher in Anspruch genommen.
Bei unterjähriger Anschaffung im Vorjahr vermindert sich die Vorabpauschale für jeden vollen Monat vor dem Erwerb um 1/12 (§ 18 Abs. 2 InvStG).

## Basiszinssätze
Vom Bundesfinanzministerium veröffentlichte Basiszinssätze zur Berechnung der Vorabpauschale:
| Jahr | Basiszinssatz        |
| ---- | -------------------- |
| 2018 | 0,87 %               |
| 2019 | 0,52 %               |
| 2020 | 0,07 %               |
| 2021 | −0,45 % – effektiv 0 |
| 2022 | −0,05 % – effektiv 0 |
| 2023 | 2,55 %               |
| 2024 | 2,29 %               |
| 2025 | 2,53 %               |

Die Vorabpauschale gilt am ersten Werktag des Folgejahres als zugeflossen (§ 18 Abs. 3 InvStG). Beispiel: Der Basiszinssatz 2025 wurde zwar am 10. Januar 2025 veröffentlicht, wird aber erst im Januar 2026 zur Berechnung der Vorabpauschale herangezogen.